# إياد صباح
إياد صباح (1973-) فنان تشكيلي فلسطيني مواليد المملكة العربية السعودية. حاصل على بكالوريوس الفنون من جامعة الفاتح في ليبيا عام 1994، ودرجة الماجستير من جامعة حلوان في مصر عام 2006، ونال الدكتوراه من المعهد العالي للفنون في تونس عام 2018. عمل محاضراً لكلية الفنون الجميلة في جامعة الأقصى. وشَغل عضواً في اتحاد الفنانين عام 1998، وعضواً في جمعية الفنانين التشكيليين في غزة.
حصل على المرتبة الثالثة في جائزة فيلم الجوال في المركز الثقافي الفرنسي في غزة.

## أسلوبه الفني
يطرح إياد مجموعة من الفنون منها النحت، والرسم، والفن التركيبي، وصناعة الفيديوهات. لكنه ركز في أعماله على الجمع بين المنحوتات والفنون التركيبية، لقدرة المنحوتات على محاكاة أفكار الفنان و التعبير عنها أكثر من اللوحات من وجهته. برز في أعماله المفارقة بين المبالغة والاختزال، والتعبير عنها بالجسم الإنساني. استخدم في أعماله مجموعة من المواد كالبرونز، والبوليستر، والخزف، والخردة وغيرها.
تميزت أعماله بالتجريد المُبسط للواقع، والتركيز على مناقشة القضايا الوطنية بمستوى فلسفي ومفاهيمي، ليعكس به القضايا مثل الحرب، والحرية، وكانت غزة وفلسطين هي محور أعماله. شكّل العديد من الأنصاب التذكارية في مدينة غزة، كالمنحوتات التي تمثل ضحايا حي الشجاعية في الهجوم الإسرائيلي عام 2014.

## معارضه
لإياد مجموعة من المعارض الفردية والجماعية منها:
- معرض فنانين من غزة، عام 2007، في باريس.
- معرض الطلائع الخامس والأربعين، عام 2005، في القاهرة.
- معرض الربيع، عام 2003، في رام الله.
- معرض رقم، عام 2017، في نامور، بلجيكيا.
- معرض بلا هوية، عام 2016، في تونس.
- معرض وجهة نظر، عام 1994، في طرابلس.
- معرض الأرض، عام 1993، في طرابلس.
- معرض جامعة ناصر، عام 1993، في طرابلس.

## أعماله الميدانية
له عدة أعمال ميدانية منها: نصب الفينيق، ميدان فلسطين، غزة، نصب حلم العودة في ميدان أبو حميد في خان يونس، نصب عروس البحرفي المجمع الإيطالي في غزة، نصب الفداء في ميدان ال17، رفح.

## المقتنيات
لإياد مقتنيات في متحف سيستيان في تونس، حديقة البرتقال في تونس، نقابة الفنانين في شانداو، بنك فلسطين، مجموعة جاليري الجدار في بانكسي.